# Les 2 Tom
Les 2 Tom, aussi connu sous le nom 2 Tom's up, est un groupe de hip-hop canadien, originaire de la ville de Québec, au Québec. Il est formé de Thomas Lapointe et de Thomas Gagnon-Coupal. 

## Biographie
Les 2 Tom se font connaître par un EP, Les deux Tom, en 2004, qui connait un fort succès underground, récompensé d'un trophée au Gala Montréal-Underground 2005. Ils sortent leur album studio, Têtes dans la lune, au printemps 2006. En 2007, Mash comme producteur de rythmes sur la tournée 93 Tours de Sirius et Bande à part.
La chanson de Boogat Le feu, un succès sur laquelle il figure avec Accrophone et Karim Ouellet est nommée par 33mag dans son classement des 200 chansons québécoises qui ont marqué les années 2000. Elle mena d'ailleurs à la création du collectif Movèzerbe.

## Discographie
- 2004 : Les deux Tom (EP)
- 2006 : Têtes dans la lune